# 別拉亞空軍基地

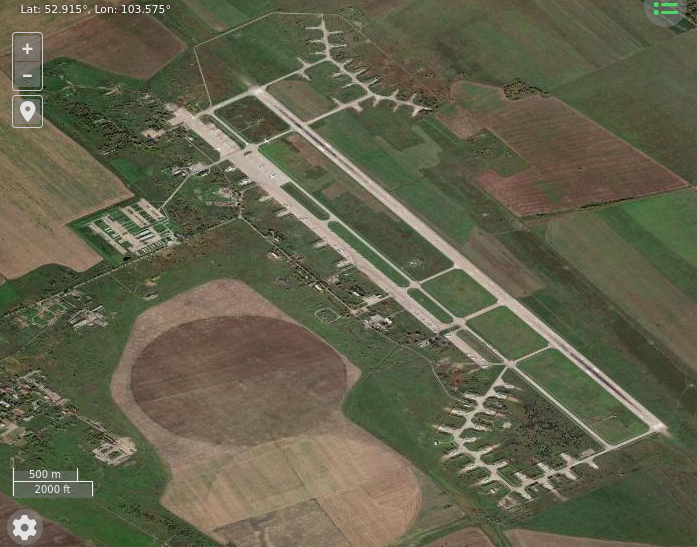
別拉亞空軍基地

別拉亞空軍基地（羅馬化：Belaya）位于俄罗斯伊尔库茨克州乌索利耶区，西伯利亚地区乌索利耶以北18公里，伊尔库茨克以西85公里，是俄罗斯空天军远程航空基地。该基地是1960年代中苏分裂时期，苏联向亚洲投送空中力量的重要枢纽。2025年6月，乌克兰在俄罗斯境内发动蛛网行动，对该基地发动了袭击。乌克兰方面公布了袭击该基地的相关视频。